# هيروز أوف مايت أند ماجك 2
أبطال القوة والسحر 2: حروب خلافة العرش أو هيروز أوف مايت أند ماجك 2: ذا ساكسشن وورز (بالإنجليزية: Heroes of Might and Magic II)‏ هي الجزء الثاني من سلسلة أبطال القوة والسحر، اللعبة من نمط استراتيجية تناوب الأدوار. طور اللعبة جون فان كانيخم عبر شركة نيو ورلد كومبيوتنغ ونشرتها شركة ذا ثري دي أو كومباني في 1996. اللعبة هي الإصدار الثاني من سلسلة أبطال القوة والسحر وتعد الانطلاقة الحقيقية للسلسلة. حصدت اللعبة المركز السادس في تصنيف بي سي غيمر لأفضل لعبة حاسوب في التاريخ في مايو 1997.
أُصدر توسع للعبة بعنوان ثمن الولاء في 1997. ولاحقًا، شركة ثري دي أو حزمت اللعبة مع توسعها في صندوق واحد وأصدرته بعنوان أبطال القوة والسحر 2 النسخة الذهبية في 1998.

## نظام اللعب
على الأغلب، فإن هذه اللعبة هي ترميم رسومي إلى حد كبير من اللعبة الأولى الهدف الاستراتيجي. نظام اللعب في كلا اللعبتين هو نوع 4إكس من الألعاب الاستراتيجية، في هذا النوع يبني اللاعب دولته من الألف إلى الياء، مؤمِّنًا مواردها وحاشدًا لجيوشها وقادتها، ثم يستخدم هذه العوامل لإيجاد الخصوم وهزيمتهم من خلال غزو قلاعهم وهزيمة جيوشهم. بالإضافة إلى المظهر المُحدَّث، أضافت اللعبة ميزات جديدة كثيرة ستصبح أساسية في سلسلة أبطال القوة والسحر. أضافت اللعبة كذلك فصيلي مستحضري الأرواح والمشعوذين، مع وجود الفصائل الأصلية - الفرسان والبرابرة والساحرات والعرافين - من اللعبة الأولى. هذا الفصيلان الجديدان يأتيان مع جيش من المخلوقات وبلدة تربط الفصيل مع بعضه البعض، وتنقسم هذه الفصائل إلى ثلاث فصائل «خيِّرة» وثلاث أخرى «شريرة».
لا يزال كل بطل يحتفظ بنظام «المهارة الأساسية» من اللعبة السابقة ولكنه الآن يستطيع تعلم مهارات ثانوية، مما منح كل بطل القدرة على أن يصبح أكثر تميزًا أثناء جمعه للخبره. كل بطل يمكنه أن يمتلك مهارات ثانوية تصل إلى ثمان مهارات، وبمجرد اكتساب المهارة يمكن أن تتطور من مستوى أساسي إلى متقدم وخبير. على سبيل المثال، مهارة «الحكمة» تسمح للبطل بتعلم التعاويذ من المستوى الثالث فأعلى، في أن مهارة «السوقيات» تزيد من حركة البطل على اليابسة. في اللعبة السابقة، كان الأبطال يمتلكون قدرة خاصة ثابتة ووحيدة طبقًا للفئة التي ينتمون إليها. أُصلح النظام السحري لهذه اللعبة. كانت لعبة الهدف الاستراتيجي تستخدم نظام حفظ يحد من مرات إلقاء أي تعويذة، إذ أن اللاعب مضطر أن يعود إلى النقابة لإعادة تعلم التعويذة بعد استنفاذها. أما هذه اللعبة - حروب خلافة العرش - فتستخدم نظام نقاط سحرية يسمح للاعب بتخصيص التعاويذ واستخدامها حسب الحاجة، في حين أن تكلفة النقاط المتنوعة للتعاويذ المختلفة تحفظ التوازن. ظهرت ميزة كبرى أخرى في لعبة حروب خلافة العرش وهي القدرة على ترقية وحدات عسكرية معينة، ومنحها إحصاءات محسنة، وفي بعض الحالات قدرات مهمة.
وأخيرًا، أضافت حروب خلافة العرش سيناريوهات أكثر للعبة وكذلك حملة ملائمة، حيث يختار اللاعب الجانب الخير أو الجانب الشر ويلعب سلسلة من السيناريوهات باستخدام الثلاث فصائل لهذا الجانب. الانتصار في سيناريوهات معينة يمنح اللاعب مكافآت دائمة تستمر للسيناريوهات اللاحقة، ويمكن للاعب أنا يختار مكافأة مبدئية قبل بداية كل سيناريو، بناءً على الاستراتيجية التي سيتبعها.

## القصة
النهاية القانونية للعبة السابقة «الأبطال 1» نتج عنها انتصار اللورد مورغلين القبضة الحديدية. في السنوات اللاحقة، نجح اللورد في توحيد قارة إنروث وأمَّن كرسيه الملكي. عند موت الملك، تنافس ابناه أرشيبالد ورولاند على العرش. نفذ أرشيبالد سلسلة من الأحداث أدت إلى نفي رولاند. توِّج حينئذٍ أرشيبالد ملكًا، في حين أن أخاه رولاند يخطط للمقاومة. كل طرف منهما ممثل في إحدى حملتين من اللعبة. تتميز حملة أرشيبالد بثلاثة أطراف «شريرة»، في حين أن حملة رولاند تتميز بثلاثة أطراف «خيِّرة».
إن انتصر أرشيبالد، فسيسحق تمرد رولاند، ووسيُسجَن رولاند نفسه في قلعة آيرونفيست (Ironfist، القبضة الحديدية)، مما سيجعل أرشيبالد الملك المطلق لإنروث. مع ذلك، فإن النهاية القانونية هي انتصار رولاند، وسيتحول أرشيبالد إلى تمثال حجري على يد تانير، ساحر بلاط رولاند. سيُذكر هذا الحدث لاحقًا في لعبة انتداب الجنة، عندما يتحرر أرشيبالد من التعويذة. وسيصبح شخصية غير لاعبة بارزة في لعبة لأجل الدم والشرف.

## الاستقبال
| استقبال |              |
| --- | ------------ |
| نتائج المراجعة نشرة نقاط كمبيوتر غيمنغ ورلد [ 2 ] غيم سبوت 8.2/10 [ 3 ] نيكست جينرايشن [ 4 ] ماك أديكت "رائعة حقًا!" [ 5 ] بي سي غيمز ب+ [ 6 ] |              |
| نتائج المراجعة |              |
| نشرة | نقاط         |
| كمبيوتر غيمنغ ورلد | [ 2 ]        |
| غيم سبوت | 8.2/10       |
| نيكست جينرايشن | [ 4 ]        |
| ماك أديكت | "رائعة حقًا!" |
| بي سي غيمز | ب+           |

في ديسمبر 1996، صرحت بي سي غيمر أن لعبة أبطال القوة والسحر 2 كانت «تُباع بكثرة في التجزئة، وكل متجر من 3دي أو كان يطلب المزيد من المنتج». المبيعات الإجمالية لسلسلة أبطال القوة والسحر، من ضمنها حروب خلافة العرش، قد تخطت نصف مليون نسخة بحلول أكتوبر 1997. ارتفع هذا العدد إلى مليون ونصف مليون نسخة بحلول ديسمبر 1999.
قيمت مجلة نكست جينيريشن إصدار ماكنتوش من اللعبة، ومنحته ثلاث نجوم من أصل خمس، وصرحت «لأن ألعاب تقمص الأدوار قليلة على ماك، فإن لعبة أبطال القوة والسحر 2، بمزيج الشخصيات وعناصر اللعبة الشبيهة بسلسلة ووركرافت هي إضافة مرحب بها».
لقبت كمبيوتر غيمنغ ورلد اللعبة الأولى الهدف الاستراتيجي «بلعبة إستراتيجية أدهشت الجميع بقدراتها المفاجئة والقريبة من الإدمان وسهولة استخدامها المدهش» ووجدت أن لعبة حروب خلافة العرش «أفضل بكثير من اللعبة الأصلية أبطال القوة والسحر». بعيدًا عن مشكلتين في نظام اللعب - نقص آلية الانتظار وعدم القدرة على التحكم بالبطل إن تعطلت جميع الوحدات - فالمجلة قالت إن اللعبة «قريبة من المثالية».
لقب محررو موقع بي سي غيمر الأمريكي لعبة أبطال القوة والسحر 2 بلقب «أفضل لعبة إستراتيجية تناوب أدوار في 1996»، وقالوا أنها «نسخة أعلى بالتأكيد» من بقية الألعاب من نفس النوع ذلك العام. رُشِّحت اللعبة لجائزة «أفضل لعبة استراتيجة للعام» من كمبيوتر غيمنغ ورلد ولجائزة «أفضل لعبة إستراتيجية» من كمبيوتر غيم إنترتينمنت، بالإضافة إلى جائزة «أفضل لعبة إستراتيجية تناوب الأدوار لعام 1996» من كمبيوتر غيمز استراتيجي بلس، ولكنها خسرت في كل تلك الجوائز لصالح منافستها سيفيليزيشن 2. وكذلك وصلت لنهائيات جائزة «أفضل لعبة إستراتيجية أو حربية» من جوائز سبوتلايت المقدمة من مؤتمر مطوري ألعاب الحاسوب لعام 1996، والتي في النهاية كانت من نصيب كوماند أند كنكر: ريد أليرت. كتب محررو كمبيوتر غيمنغ ورلد، «بساطة نظام القتال التكتيكي الشبيه بأسلوب لعبة مكافأة الملك هي الطِباق المثالي للعمق المفاجئ للعبة الاستراتيجية، وعلى عكس لعبة الأبطال 1، فإن الحملة مرضية بشكل أكبر بكثير».

## التراث
حصدت اللعبة المركز الخامس والعشرين من تصنيف موقع بي سي غيمر البريطاني لأفضل 100 لعبة حاسوب في 1997. في 1998، صرح بي سي غيمر الأمريكي أن سابع أفضل لعبة حاسوب قد أُصدرت، ولقبها المحررون بلقب «لعبة إستراتيجية تناوب الأدوار الأكثر إدمانًا في تاريخ ألعاب الحاسوب (باستثناء محتمل للعبة سيفيليزيشن 2)».

### التوسعة
أُصدر للعبة توسع بعنوان ثمن الولاء في 16 مايو 1997. أضاف التوسع 4 حملات جديدة وأدوات أثرية جديدة وخرائط سيناريوهات جديدة ومبانٍ جديدة للخرائط ومحرر خرائط محسن. أضاف التوسع كذلك هيكلاً جديدًا لفصيل مستحضري الأرواح، الضريح الذي يحسن قدرة البطل على إحياء الموتى (قدرة استحضار أرواح). كل حملة جديدة بها قصة مختلفة تمامًا وليس لها أي صلة باللعبة الأصلية أو الحملات الأخرى.

## وصلات خارجية
- Detailed Heroes 2 Coverage at Age of Heroes
- Heroes of Might and Magic II على مشروع الدليل المفتوح
- fheroes2 Open source, SDL implementation of the Heroes 2 engine, currently under development.
- Heroes of Might and Magic II: The Succession Wars at موبي جيمز
- Heroes 1, 2 & 3 Discussion Forum at Heroes Community